# Xuancheng
Xuancheng (chiń. 宣城; pinyin Xuānchéng) – miasto o statusie prefektury miejskiej we wschodnich Chinach, w prowincji Anhui. W 2010 roku liczba mieszkańców miasta wynosiła 126 996. Prefektura miejska w 1999 roku liczyła 2 742 315 mieszkańców.

## Podział administracyjny
Prefektura miejska Xuancheng podzielona jest na:
- dzielnicę: Xuanzhou,
- 2 miasta: Guangde, Ningguo,
- 4 powiaty: Langxi, Jing, Jingde, Jixi.